# Liste der Monuments historiques in Montoillot
Die Liste der Monuments historiques in Montoillot führt die Monuments historiques in der französischen Gemeinde Montoillot auf.

## Liste der Objekte
| Bezeichnung                          | Beschreibung                          | Standort                       | Kennzeichnung | Schutzstatus | Datum | Bild |
| ------------------------------------ | ------------------------------------- | ------------------------------ | ------------- | ------------ | ----- | ---- |
| Skulptur Heiliger Antonius der Große | Holz, farbig gefasst, 17. Jahrhundert | in der Kirche St-Didier (Lage) | PM21001584    | Classé       | 1960  |      |
| Glocke                               | Bronze, 1412 gegossen                 | in der Kirche St-Didier (Lage) | PM21001583    | Classé       | 1943  |      |
| Grabstein für Jean Moillon           | Kalkstein, bezeichnet 1691            | in der Kirche St-Didier (Lage) | PM21001585    | Classé       | 1960  |      |